# جوزيف أنطون: مذكرات
جوزيف أنطون: مذكرات هي رواية ترجمة ذاتية بقلم سلمان رشدي صدرت في سبتمبر 2012 عن دار نشر راندوم هاوس. يأتي عنوان الكتاب من الاسم المستعار الذي اختاره رشدي لنفسه عندما كان مضطراً إلى الاختفاء بعد صدور فتوى الإمام الخميني التي أهدرت دمه، ويروي قصة سنوات طويلة قضاها رشدي بين أماكن إقامة سرية متعددة تحت حراسة مسلحة.
الرواية مكتوبة بصيغة الغائب يحكي فيها رشدي سيرة بطله جوزيف أنطون، وكان رشدي قد اختار هذا الاسم بدمج اسمي كاتبيه المفضلين هما جوزيف كونراد وأنطون تشيخوف يقع الكتاب في 656 صفحة بعد أن اختصر رشدي مئتي صفحة منها قبل نشرها.

## الرواية
يروي سلمان رشدي قصة سنوات اختفائه وبقائه تحت حراسة مسلحة مقطوعاً عن الناس وكيف أثر هذا على زواجاته. تبدأ الرواية بمشهد اتصال مراسل بي بي سي به صباح عيد الحب 1989 ليسأله عن شعوره حول صدور حكم الإعدام بحقه. تلي ذلك أحداث تنقله تحت الحراسة من بيت إلى بيت في أماكن نائية، وتفاعله مع حراسه، وزواجاته وطلاقاته، ويتطرق إلى مقتل بعض المترجمين والناشرين الذين لهم علاقة برواية آيات شيطانية من ترجمة أو نشر.